# Oulad Bouali Loued
Oulad Bouali Loued  (in arabo أولاد بوعلي الواد‎?) è un centro abitato e comune rurale del Marocco situato nella provincia di El Kelâat Es-Sraghna, regione di Marrakech-Safi. Conta una popolazione di 6 822 abitanti (censimento 2014).